# Liste der Naturschutzgebiete im Landkreis Rottal-Inn
Im Landkreis Rottal-Inn gibt es zwei Naturschutzgebiete. Zusammen nehmen sie eine Fläche von 720 Hektar ein. Das größte Naturschutzgebiet ist das 1972 eingerichtete Naturschutzgebiet Unterer Inn.
| Name                           | Bild | Kennung                   | Kreis                                     | Einzelheiten                                    | Position | Fläche Hektar | Datum |
| ------------------------------ | ---- | ------------------------- | ----------------------------------------- | ----------------------------------------------- | -------- | ------------- | ----- |
| Unterer Inn                    |      | NSG-00094.01 WDPA: 82753  | Landkreis Passau, Landkreis Rottal-Inn    | LK Passau 260,74 ha, LK Rottal-Inn 438,50 ha    | ⊙        | 699,24        | 1972  |
| Vogelfreistätte Salzachmündung |      | NSG-00419.01 WDPA: 166076 | Landkreis Altötting, Landkreis Rottal-Inn | LK Altötting 288,03 ha, LK Rottal-Inn 281,51 ha | ⊙        | 569,54        | 1992  |
| Legende für Naturschutzgebiet  |      |                           |                                           |                                                 |          |               |       |